# لیوینگستون (کالیفرنیا)
لیوینگستون (به انگلیسی: Livingston) شهری در شهرستان مرسد ایالت کالیفرنیا است که در سرشماری سال ۲۰۱۰ میلادی، ۱۳۰۵۸ نفر جمعیت داشته است.